# Teoria do megatsunâmi de Cumbre Vieja

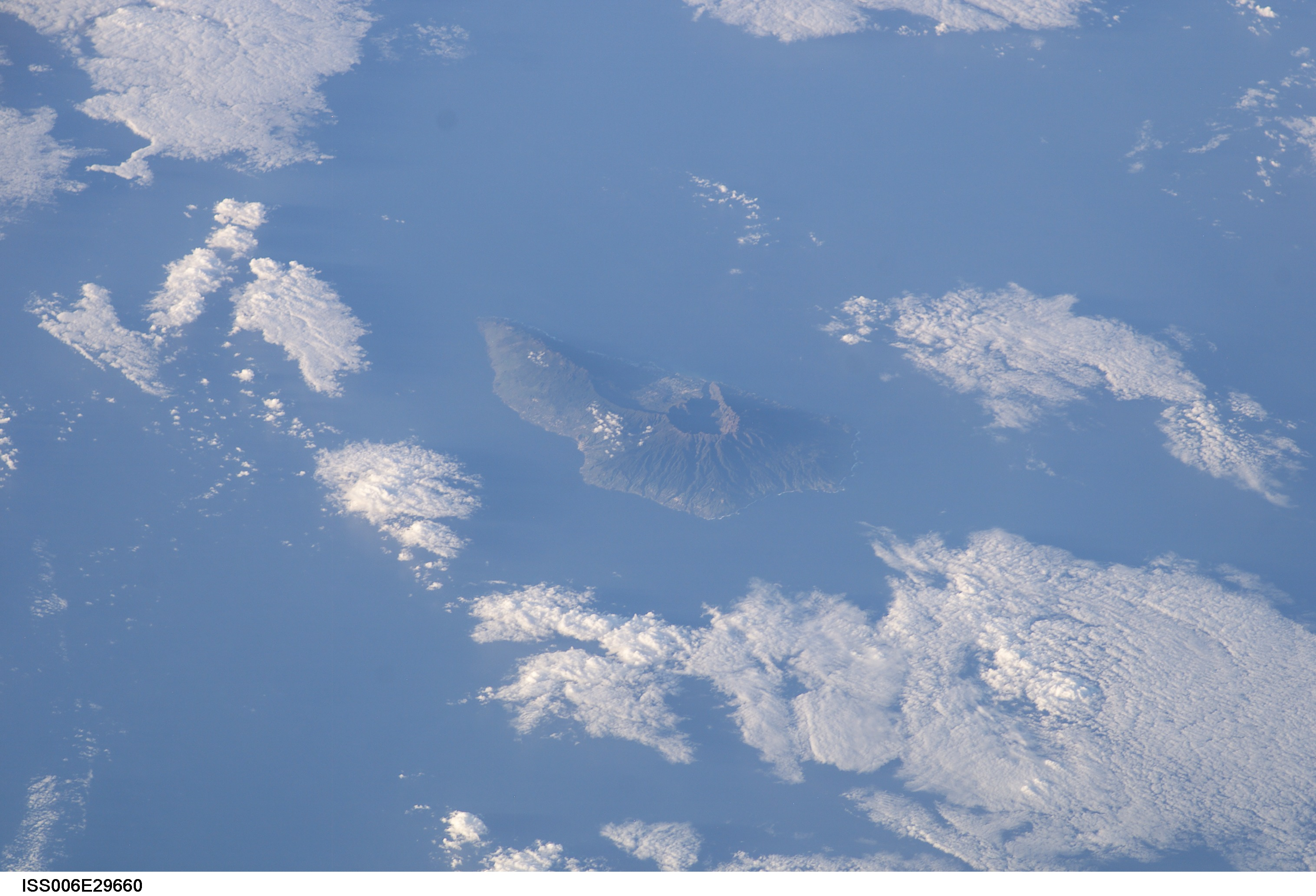
Foto de satélite de La Palma, nas Ilhas Canárias (norte está na parte inferior direita). A grande cratera no centro é a Caldeira de Taburiente. O Cumbre Vieja é um cume ao sul da caldeira (à esquerda).

A teoria do megatsunâmi de Cumbre Vieja refere-se ao debate que tem ocorrido após a transmissão do documentário "Megatsunâmi; Onda da Destruição" pela  British Broadcasting Corporation (BBC2 Channel) transmitiu o, que sugeriu que um colapso futuro do flanco ocidental da serra de Cumbre Vieja, em La Palma, nas Canárias (Espanha), poderia causar um "megatsunâmi". Os peritos do Instituto Vulcanológico das Canárias (Involcan) há anos que vêm desmentindo esta teoria, lamentando o palco dado pelos média ao que consideram ser informação falsa. A probabilidade das erupções de Cumbre Vieja, um complexo vulcânico estável, gerarem um megatsunâmi, é tida como cientificamente impossível pelo Involcan.

## Teoria
Day et al. (1999) e Ward e Day (2001) formularam a hipótese de que durante uma erupção em um futuro indeterminado, a metade ocidental do Cumbre Vieja - cerca de 500 km³, com uma massa de cerca de 1,5 x 1015 kg — vai colapsar catastroficamente em um enorme deslizamento gravitacional e entrar no Oceano Atlântico, gerando um fenômeno chamado de "megatsunâmi". Os destroços vão continuar a viajar — como um fluxo de detritos, ao longo do leito do oceano. A modelagem por computador indica que a onda resultante inicial pode atingir uma amplitude local (altura) acima de 600 metros e um pico inicial de altura que se aproximaria de 2 km, e viajaria a cerca de 1000 quilômetros por hora (aproximadamente a velocidade de um avião a jato), inundando o litoral da África Ocidental em cerca de uma hora, o litoral sul do Reino Unido em cerca de 3,5 horas, e a costa leste da América do Norte em cerca de seis horas, altura em que a onda inicial teria diminuído em uma sucessão de pequenas ondas, cada uma com cerca de 30 a 60 metros de altura. Estas podem aparecer algumas centenas de metros de altura e vários quilômetros de distância, mas mantendo a sua velocidade original. Os modelos de Day et al. e Ward e Day sugerem até 25 km do interior dos continentes poderiam ser inundados. Isso iria prejudicar gravemente ou destruir as cidades ao longo de toda a costa leste da América, desde o estado da Flórida,nos Estados Unidos, até o estado de Santa Catarina, no Brasil. Os danos físicos levariam dezenas, se não centenas de anos, para serem reparados e restaurados. As economias dos países afetados igualmente levaria vários anos para retornar aos níveis pré-inundação.
O mapeamento geológico detalhado mostra que a distribuição e a orientação das aberturas e diques de alimentação dentro do vulcão mudaram de um sistema de fenda tríplice (típicos da maioria dos vulcões em ilhas oceânicas), para um composto por uma fenda única norte-sul. Afirma-se que esta reorganização estrutural é uma resposta a padrões de estresse, associados com o desenvolvimento de uma falha de desprendimento possível, sob a oeste do flanco do vulcão. Siebert (1984) mostrou que tais falhas são devidas à intrusão de diques paralelos e sub-paralelos à rachadura. Eventualmente, a estrutura se torna instável e sofre uma falha catastrófica. Não há evidências de que a rachadura de 1949 estenda-se em uma direção norte-sul ou que existe um plano de desligamento em desenvolvimento. A pesquisa ainda está em curso.
Há controvérsias no entanto, sobre a ameaça apresentada pelo Cumbre Vieja. Indicações atuais são de que os deslizamentos recentes podem ter sido graduais e, portanto, não podem gerar tsunâmis, a menos que aumentem em magnitude. Estudos de possíveis "megatsunâmis" locais nas ilhas havaianas estabeleceram diferenças entre os períodos da onda tsunâmi causada por deslizamentos de terra e pelas causadas por terremotos em zona de subducção, argumentando que um colapso similar no Havaí não comprometeria as costas da Ásia ou da América do Norte.

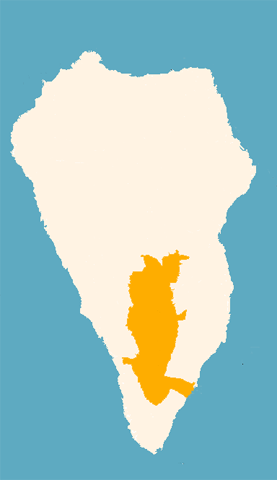
Localização do vulcão de Cumbre Vieja em La Palma

Pesquisas de sonar em torno de muitas ilhas oceânicas vulcânicas, incluindo as Ilhas Canárias, Havaí, Ilha da Reunião, entre outras, têm mapeado os fluxos de detritos no fundo do mar. Muitos destes fluxos possuem cerca de 100 km de comprimento e até 2 km de espessura, e contém mega-blocos misturados com detritos mais finos.
Moore (1964) foi o primeiro geólogo a interpretar tais características descritas em uma carta batimétrica para a Marinha dos Estados Unidos. O gráfico mostrou duas características que parecem se originar nas ilhas havaianas de Oahu e Molokai.
Na história, a erupção do Krakatoa gerou um tsunâmi devastador, mas o dano foi local e não se propagou por longas distâncias. Isso pode ter sido devido à geografia das áreas confinantes da região.
Há cerca de 3615 anos, o vulcão de Santorini explodiu com um VEI estimado em 6. Pesquisas sugerem que a erupção gerou um tsunâmi que inundou a ilha de Creta, possivelmente provocando a queda da Civilização Minoica.
Em 9 de julho de 1958, um terremoto e deslizamentos em na Baía de Lituya, no Alasca, gerou um "megatsunâmi" com uma amplitude inicial (altura) de aproximadamente 524 m, que retirou as árvores e o solo à sua frente e inundou toda a baía, destruindo três barcos de pesca ancorados lá e matando duas pessoas (ver: Megatsunâmi da Baía de Lituya). Uma vez que a onda atingiu o mar aberto, no entanto, rapidamente se dissipou.
Eventos de colapso lateral em estratovulcões, semelhantes à atual ameaça representada pelo flanco ocidental do Cumbre Vieja, poderiam aumentar devido aos efeitos físicos do aquecimento global sobre a Terra, enquanto o tamanho e a frequência das erupções também tendem a aumentar.